# Рижский замок
Рижский замок (латыш. Rīgas pils, нем. Rigaer Schloss) — резиденция президента Латвии, расположенная на берегу Даугавы в городе Рига. Одно из наиболее значительных в историческом и культурном плане зданий латвийской столицы.

## Орденский замок
История Рижского замка восходит к 1330 году, когда его строительство затеяли вытесненные за тогдашние пределы города ливонские рыцари. После разрушения старого орденского замка в центре Риги в новопостроенный замок перебрался магистр Ливонского ордена, однако вследствие постоянных распрей с горожанами его резиденция была в XV веке перенесена в Венден (Цесис).
Во время очередного конфликта ордена с рижанами орденский замок в 1484 г. был практически уничтожен. По условиям мира рижане обязывались восстановить укрепления, что и было осуществлено в 1497—1515 гг.

## Польский и шведский периоды

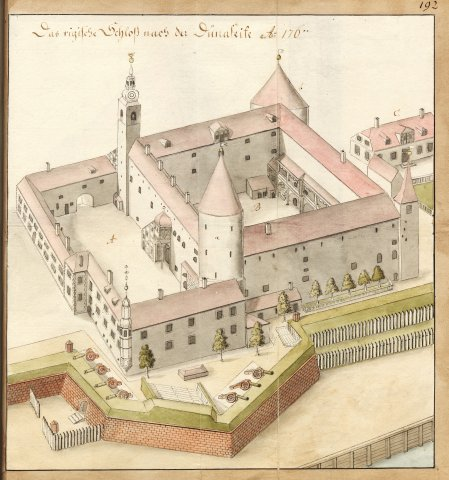
Замок в XVIII веке

После упразднения ордена замок населяли сначала польские (1578—1621), а потом шведские (1621—1710) наместники, которые расширяли и достраивали замок сообразно с собственными вкусами и потребностями. Особенно значительные строительные работы, связанные с возведением нового крыла («предзамок»), развернулись в 1640-е годы. В 1683 году к комплексу было пристроено здание арсенала.
Представительская функция замка уже в XVII веке доминировала над фортификационной; роль оборонительного щита Риги взяла на себя Даугавгрива. В те же годы замок начал активно использоваться как тюрьма. До побега с англичанином Горсеем в Рижском замке была заточена вдова единственного короля Ливонии — Мария Старицкая.

## Российский период
После осады и взятия Риги русскими войсками (1710) в Рижском замке водворились генерал-губернаторы Лифляндии. Отдельные помещения продолжали использоваться как тюрьма. Пожалуй, самыми известными узниками Рижского замка были свергнутая с российского престола Анна Леопольдовна и её семейство.
За годы русского правления замок окончательно утратил свою оборонительную функцию, а вместе с ней — и прежний грозный вид. В 1783 году основной замок и предзамковые строения были соединены путём возведения нового корпуса на месте шведского арсенала. В XIX веке замковая церковь была закрыта и снесена (1870), к новому корпусу был надстроен четвёртый этаж, а у стен замка появилась обширная площадь.

## В XX веке

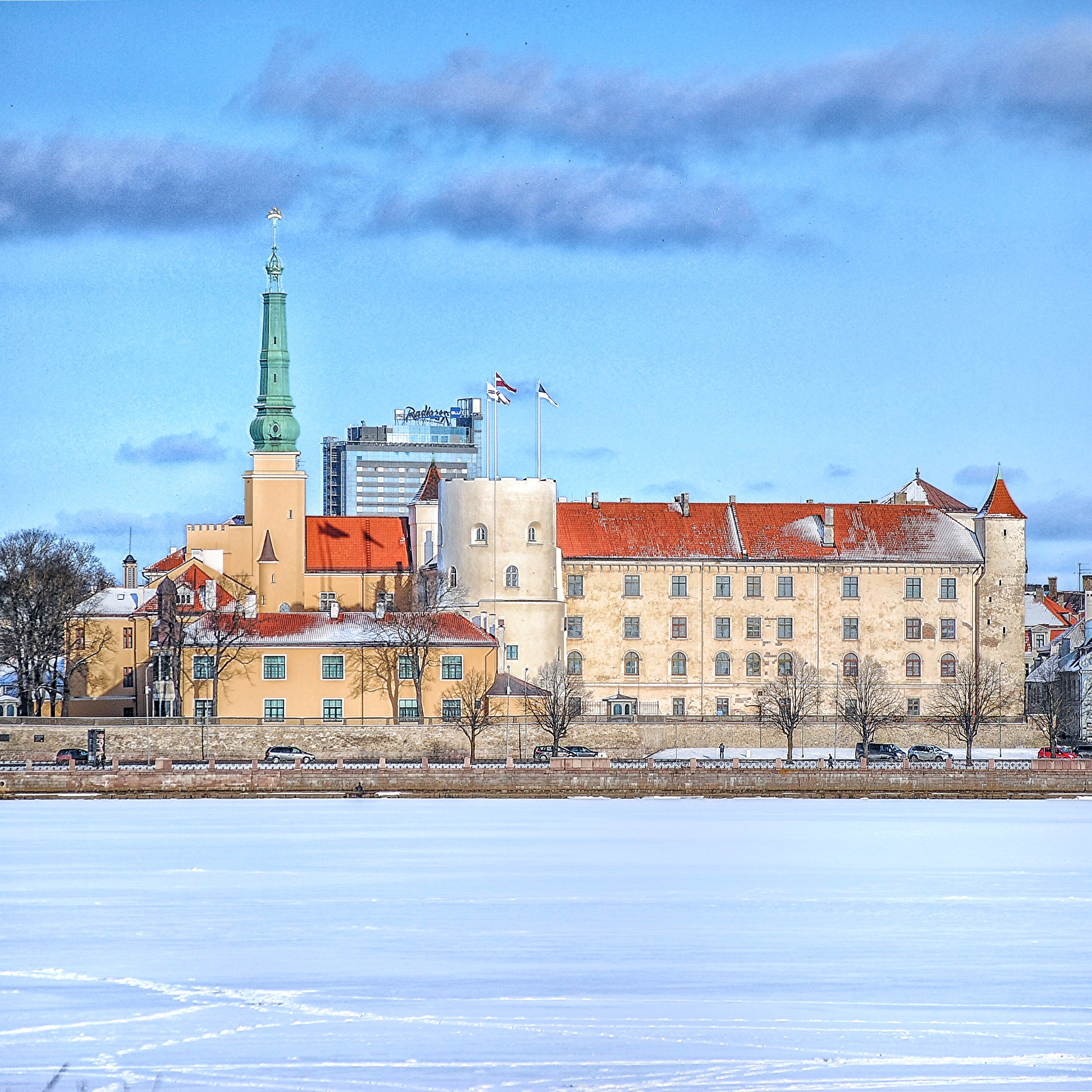
Рижский замок зимой, вид с Даугавы

После обретения Латвией независимости Рижский замок был провозглашён резиденцией президента.
Замок представлял собой пёстрое сочетание строений разных эпох. С целью придания президентскому дворцу более завершённого и представительного вида к его реконструкции был привлечён видный архитектор Эйжен Лаубе. Архитектор перестроил Красный зал и в 1938 году пристроил к замку Башню трёх звёзд.
После присоединения Латвии к СССР место президента в Рижском замке занял Совнарком Латвийской ССР.

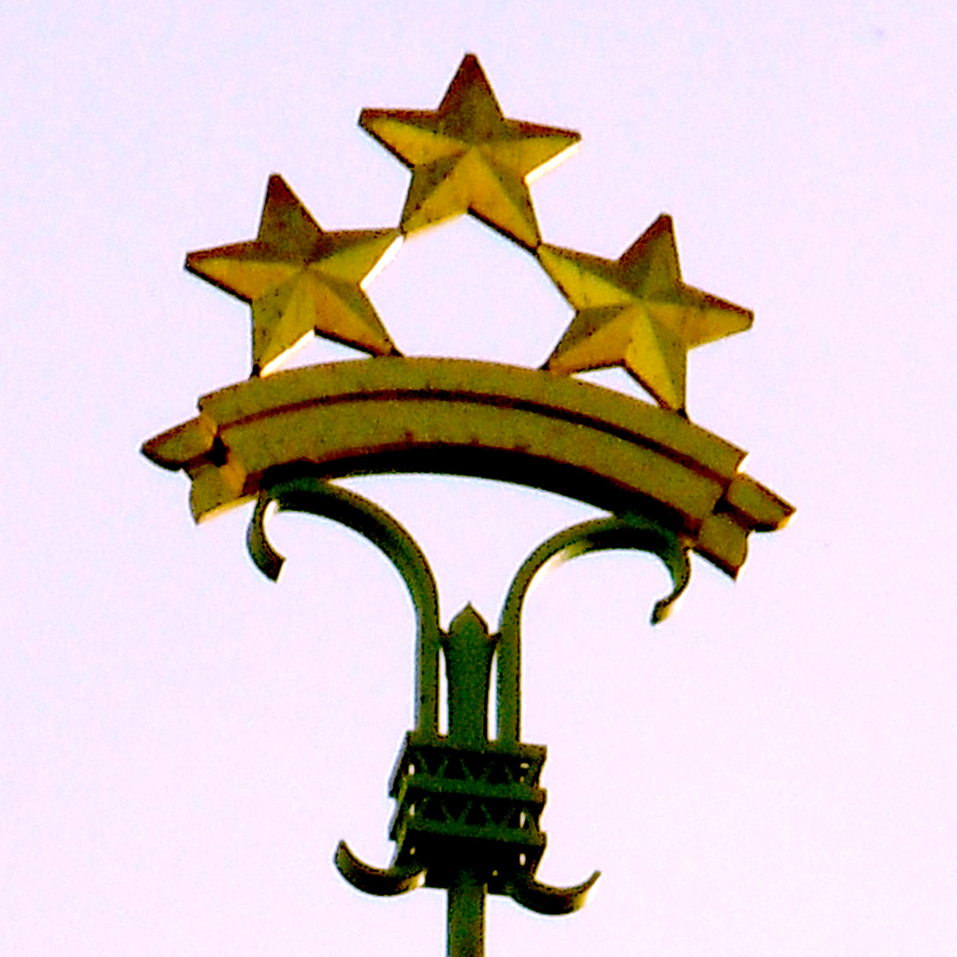
Навершие «Башни трёх звёзд»

В феврале 1941 года в Рижском замке открылся городской Дворец пионеров.
На площадях замка разместилось также несколько музеев, в том числе музеи зарубежного искусства, латвийской истории, литературы, театра и музыки.
После Второй мировой войны ленинградским искусствоведом Анатолием Кучумовым в подвалах Рижского замка были обнаружены многочисленные ценности, вывезенные нацистами с территории РСФСР. Среди них 2500 негативов из фототеки Павловского и Гатчинского дворцов-музеев в Ленинградской области, снятых в 1920-х-1940-х годах. Эти снимки позволили с максимальной достоверностью реставрировать бывшие императорские резиденции после Великой Отечественной войны. Также была обнаружена портретная галерея Гатчинского дворца из 465 картин и многие другие ценности. 
В июне 1995 года замок вновь стал резиденцией президента Латвии. В помещениях также расположилась президентская канцелярия.
Осенью 2012 года была начата реконструкция замка (резиденция президента временно перенесена в Дом Черноголовых). Работы осуществлялись строительными компаниями SBRE, Re&Re и Skonto būve. Завершение реконструкции планировалось в течение двух с половиной лет, затраты составили 21,78 млн латов.

### Пожар 2013 года и реставрация

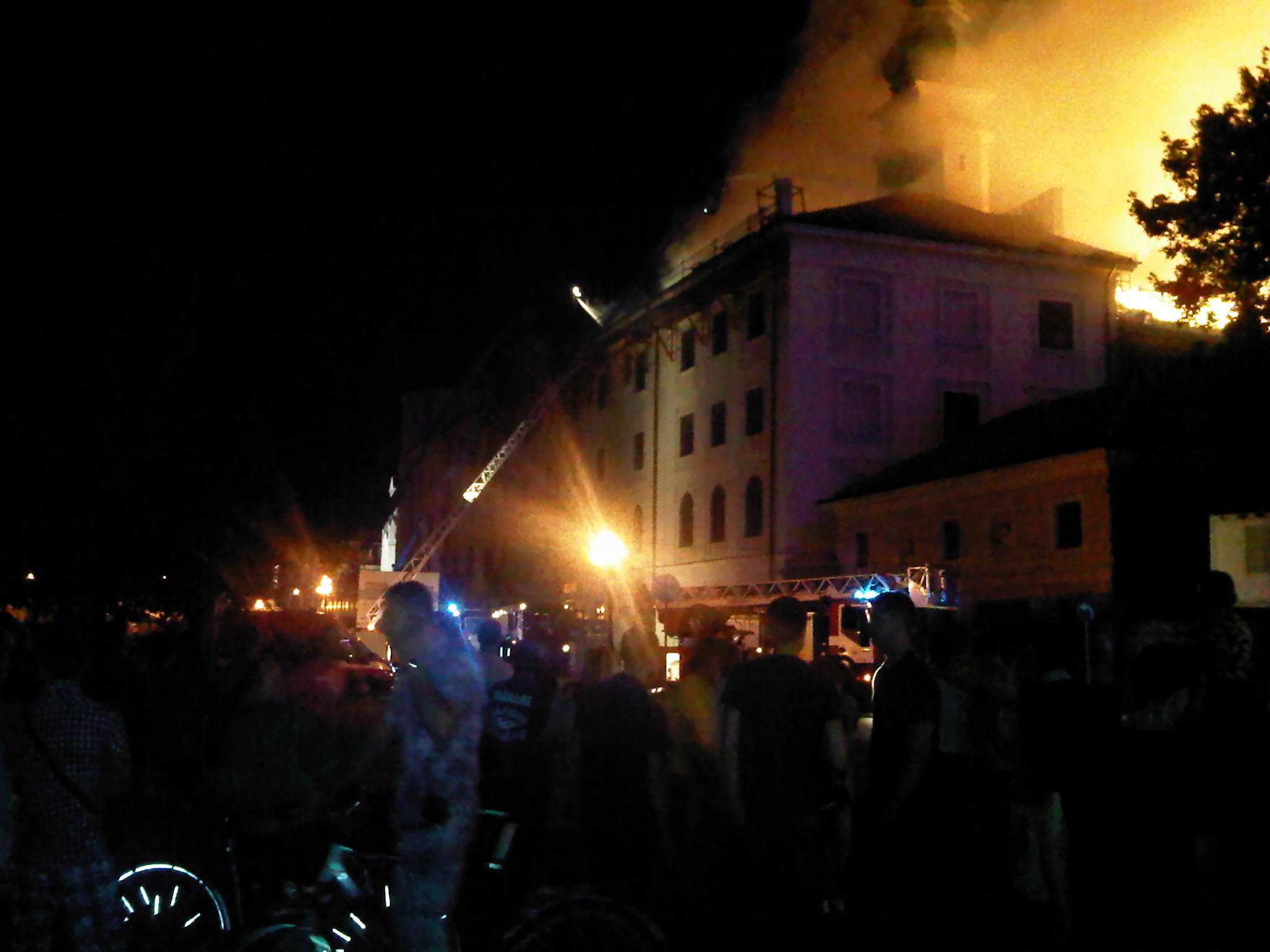
Пожар Рижского замка 2013 года

20 июня 2013 года в реконструируемом Рижском замке вспыхнул пожар, сигнал в Государственную пожарно-спасательную службу (ГПСС) поступил в 22:12. Крыша здания горела открытым пламенем. Изначально площадь пожара составляла 50—100 м², но в результате быстрого распространения пламени достигла 3200 м².
На тушение пожара были мобилизованы все силы ГПСС Рижского региона — в тушении пожара было задействовано 80 сотрудников и 18 единиц техники, из них 11 автоцистерн, 3 автолестницы, 1 подъёмник, брандспойтный автомобиль, насосная станция и автомобиль-база с дыхательными аппаратами. К тушению был привлечен и буксир Рижского свободного порта. Тушение пожара затруднялось нехваткой воды. Пожар был локализован в 03:53.

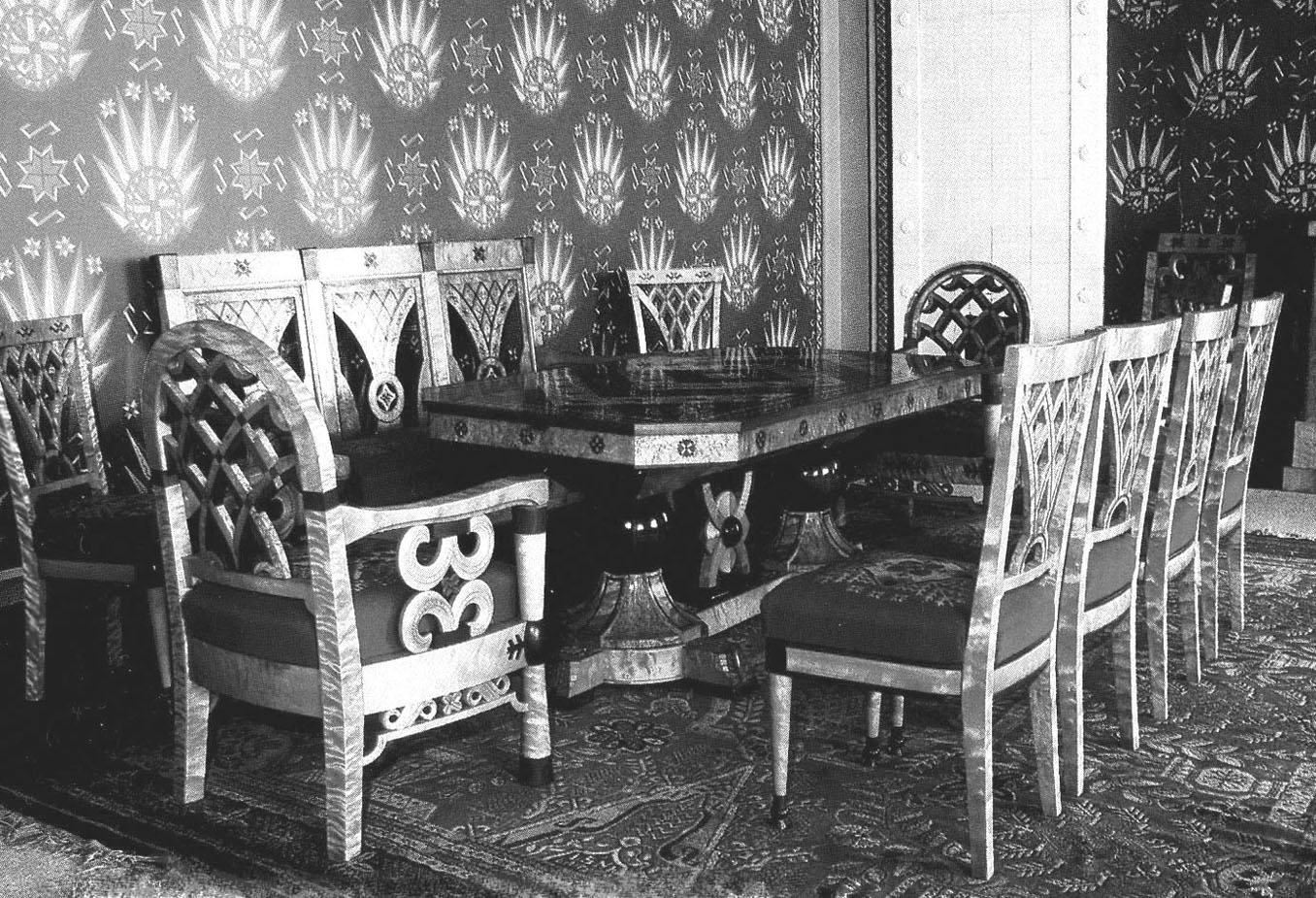
Зал аккредитации послов (1923—1928). Автор проекта — А. Цирулис

В здании находилось порядка миллиона экспонатов Государственного художественного музея, из них пострадало около 40 тысяч, а также располагалось около 900 тысяч экспонатов музея литературы, театра и музыки, из них от воды пострадало около 20 тысяч экспонатов. Здание замка было застраховано.
Реставрация замка была завершена в декабре 2015 года. Затраты на реставрацию составили 34,2 млн евро. 22 августа 2016 года президент Латвии Раймонд Вейонис возобновил работу в замке-резиденции.